# جزيرة غونتونغ
جزيرة غونتونغ وهي جزيرة من جزر إندونيسيا، وتقع في إقليم كالمنتان الشرقية، ضمن أرخبيل بورنيو.